# Distretto di Fangcheng
Il distretto di Fangcheng (防城区S, FángchéngP) è un distretto della Cina, situato nella regione autonoma di Guangxi e amministrato dalla prefettura di Fangchenggang.